# Paraluteres
Paraluteres es un género de peces actinopterigios tetraodontiformes de la familia de los monacántidos. Este género marino fue descrito científicamente en 1865 por Pieter Bleeker.

## Especies
Especies reconocidas del género:
- Paraluteres arqat E. Clark & Gohar, 1953
- Paraluteres prionurus Bleeker, 1851